# Вахидов, Вахоб
Вахидов Вахоб Вахидович — советский и таджикский государственный и политический деятель.

## Биография
Вахоб Вахидов родился 11 июня 1940 года в городе Канибадам Ленинабадской (ныне — Согдийской области) Таджикской ССР.
В 1956−1961 гг. учился в Таджикском Государственном университете им. В. И. Ленина г. Душанбе (экономический факультет, отделение сельского хозяйства), диплом с отличием.
В 1961—1990 гг. — главный экономист колхоза «Ленинград» Канибадамского района. Избирался секретарем комитета комсомола и председателем партийно-государственного контроля колхоза, 1-й секретарь Канибадамского горкома комсомола, член бюро горкома партии, депутат горсовета, член ЦК комсомола Таджикистана, инструктор ЦК ВЛКСМ (г. Москва), куратор комсомола Белоруссии, 1-й секретарь Ленинабадского обкома комсомола, заместитель председателя Ленинабадского областного совета народных депутатов по отраслям агропромышленного комплекса, заведующий отделом сельского хозяйства и пищевой промышленности ЦК КП Таджикистана, секретарь /по сельскому хоз-ву/ и член бюро ЦК компартии Таджикистана, первый заместитель председателя Совета Министров — председатель Госагропрома Таджикской ССР.
В феврале 1990 года — июне 1992 года — Министр сельского хозяйства Таджикистана, в 1992—1993 гг. — первый заместитель Генерального директора Научно-производственного предприятия «ШАМЪ», в 1993 — 01.2001 гг. — председатель научно-производственного объединения «Таджиксельхозхимия», председатель акционерного общества открытого типа «Таджидехкимие», в марте 2001 — декабре 2006 гг. — зав. отделом аграрной политики (АПК) Института экономических исследований, одновременно был советником по сельскому хозяйству министра экономического развития и торговли Республики Таджикистан.
- Народный депутат СССР от Канибадамского национально-территориального избирательного округа № 366 Таджикской ССР (апрель 1989 — декабрь 1991 гг.)[1].
- Депутат Верховного Совета ТаджССР от Гиссарского района 10-го и 11-го созывов (1980—1989 гг.).

Семь раз избирался депутатом горсовета, областного совета. Избирался членом бюро горкома, обкома и ЦК компартии Таджикистана, членом Президиума Правительства Республики Таджикистан.

## Научная деятельность
Кандидат сельскохозяйственных и доктор экономических наук, член-корреспондент международной инженерной академии и Инженерной академии Республики Таджикистан.
Является членом Ученого совета Института экономических исследований Министерства экономического развития и торговли РТ, НИИ сельского хозяйства Таджикской Академии сельхознаук.
Автор более 160 научных трудов, в том числе монографий, книг и брошюр.

## Награды и премии
Награждён орденом Трудового Красного Знамени, тремя орденами «Знак Почета», четырьмя медалями СССР, почетными грамотами Президиума Верховного Совета Республики Таджикистан, ЦК КПСС, ЦК Компартии и ЦК ЛКСМ Таджикистана и др. «Заслуженный работник Таджикистана».